# Medo-babyloniska erövringen av det assyriska imperiet
Den medo-babyloniska erövringen av det assyriska imperiet var det krig som skulle komma att leda till det assyriska imperiets slutliga fall. Konflikten utspelade sig 626 f.Kr. till 609 f.Kr. och började med att Sinsharishkun (627–612 f.Kr.) efterträdde sin bror Ashur-etil-ilani (631–627 f.Kr.) som kung av Assyrien. Sin-shum-lisher som hade varit en av Ashur-etil-ilanis högsta generaler beslutade sig då för att försöka erövra den assyriska tronen åt sig själv, men hans uppror krossades snabbt av Sinsharishkun. Det korta inbördeskriget resulterade i att en annan assyrisk general, Nabopolassar (626–605 f.Kr.), lyckades ta makten i Babylon. Trots flera försök under ett antal år lyckades Sinsharishkun aldrig att besegra Nabopolassar som frigjorde Babylon från Assyrien för första gången på över hundra år. Nabopolassar erövrade dessutom det forna Sumer vilket resulterade i att ett nytt babyloniskt imperium började ta form. 
Det nya Babylon allierade sig med Medien, ett rike som bildats i vad som idag är Iran och som fyllt det maktvakuum riket Elam lämnat efter sig när det fallit. De allierade rikena tog även hjälp av andra folkslag så som skyter och kimmerier och tillsammans invaderade de Assyrien. År 614 f.Kr. erövrades Assur, Assyriens religiösa centrum, av medierna och två år senare (612 f.Kr.) erövrade en kombinerad styrka av medier och babylonier Assyriens huvudstad Nineveh. Sinsharishkuns öde är okänt, men det antas att han dog i strid när Nineveh intogs. Han efterträddes av Ashur-uballit II (612 f.Kr.–609 f.Kr.) som möjligen var hans son. Ashur-uballit II samlade Assyriens sista styrkor kring Harran och höll ut där i tre år innan staden slutligen föll, vilket resulterade i Assyriens slutliga undergång. Ashur-uballit II hade även bildat en allians med Egypten som gjorde ett misslyckat försök att undsätta Assyrien.

## Bakgrund
Under första hälften av 600-talet f.Kr. befann sig det assyriska imperiet på sin höjdpunkt och kontrollerade hela den bördiga halvmånen. Även om de förlorat Egypten, som än en gång blivit självständigt, hade egypterna inte gjort några anfall mot den assyriska gränsen utöver sitt erövrande av Ashdod som verkar ha tagits utan strid. När den kände krigarkungen Ashurbanipal avled på 630-talet och hans son Ashur-etil-ilani tog makten uppstod uppror i riket, vilket var vanligt i det assyriska imperiet vid tronskiften. Två assyriska statsmän, Nabu-rihtu-usur och  Sin-shar-ibni, försökte ta tronen men upproret krossades snabbt av Ashur-etil-ilani och hans general Sin-shumu-lishir. Upproret skapade dock oro i riket och flera vasallstater började se sig om efter en möjlighet att expandera och befria sig från assyrierna. Till exempel expanderade  Juda rike, under ledning av kung Josia, till medelhavskusten och erövrade även Ashdod från egyptierna, trots motstånd från Ashur-etil-ilani.
Ashur-etil-ilanis tid på tronen skulle visa sig vara kortvarig och 627 f.Kr intog hans bror Sinsharishkun den assyriska tronen. Vad som hänt med Ashur-etil-ilani är okänt, men en teori är att Sinsharishkun helt enkelt avsatte sin bror, dock finns inga bekräftade källor som stödjer detta. Samma år som Sinsharishkun blev kung i Assyrien avled även den babyloniske vasallkungen Kandalanu vilket resulterade i att Sinsharishkun även blev kung av Babylon. 

## Kriget

### Babylon gör uppror
Sinsharishkuns tid som Babylons konung blev mycket kort då general Sin-shumu-lishir nästan direkt efter Sinsharishkuns kröning gjorde uppror. Sin-shumu-lishir hade varit Ashur-etil-ilanis främsta militära befälhavare och hade besegrat flera uppror under Ashur-etil-ilanis tid. Det är även möjligt att han var den egentliga makten bakom kronan och Sinsharishkuns kröning därmed utgjorde ett hot mot hans egen position. Sin-shumu-lishir erövrade både Nippur och Babylon och lät sig där krönas till Babylons konung. Han härskade dock endast i tre månader innan han besegrades av Sinsharishkuns armé. Det instabila läget i det assyriska riket banade vägen för ännu en assyrisk general, Nabopolassar. Nabopolassar tog tillfället i akt och utnyttjade det pågående upproret för att även han anfalla både Babylon och Nippur, och erövrade framgångsrikt dessa städer . Sinsharishkun gjorde ett nytt anfall mot Babylon för att driva ut honom men anfallet slutade i ett assyriskt nederlag vilket resulterade i att Nabopolassar officiellt kröntes till kung av Babylon. Den 22 eller 23 november 626 f.Kr. blev Babylonien därmed för första gången på över hundra år officiellt ett självständigt rike igen.
Mellan 625 f.Kr.– 623 f.Kr. gjorde det assyriska imperiet ännu ett försök att besegra Nabopolassar. Kampanjen gick till en början bra och 625 f.Kr. erövrades Sippar och Nippur, vid Nippur slogs även ett babyloniskt motanfall tillbaka. Upproret hade dock börjat sprida sig. I Elams forna provinser slutade befolkningen att betala tribut till Assyrien och i Sumer gjorde flera städer, till exempel Der, uppror och anslöt sig till Babylon. Detta ledde till att assyrierna var tvungna att ändra sina planer på att inta Babylon och 623 f.Kr. ledde Sinsharishkun personligen ett anfall mot Sumer som resulterade i att städer ända till Uruk föll. Sinsharishkun hade antagligen lyckats krossa Nabopolassars uppror om det inte vore för ännu en assyrisk general som gjorde uppror i rikets västra delar. Generalen, vars namn är okänt, tog till vara det faktum att större delen av den assyriska armén befann sig i Sumer på kampanj och han marscherade med sin egen armé till Nineveh som kapitulerade utan strid. Där lät han kröna sig själv till kung av Assyrien vilket resulterade i att Sinsharishkun tvingades avbryta sin babyloniska kampanj för att besegra tronpretendenten. Det är sannolikt att den okände generalen var en del av den assyriska kungafamiljen eller åtminstone den assyriska adeln då han verkar ha accepterats av Ninevehs lokala armén som kung av assyrierna.
Inbördeskriget mellan tronpretendenten och Sinsharishkun varade i cirka 100 dagar och även om Sinsharishkun vann så drog Nabopolassar fördel av hans frånvaro i Sumer och vid 620 f.Kr. hade han erövrat alla assyriska fästningar i det forna Babylonien. De följande åren gjorde Babylonien flera lyckade anfall mot Assyrien och de började erövra riket bit för bit. Vid 616 f.Kr. hade de nått så långt som till Balikh-floden i dagens Syrien. Sinsharishkun insåg att läget var desperat och kallade på hjälp från den sista stormakten som fanns i området, Egypten. Trots att egypterna under farao Psammetikus I på 630-talet f.Kr. gjort sig självständiga från Assyrien hade inga slag utkämpats mellan dem och Psamtik I. Psamtik I, som tillbringat de senaste åren med att återerövra städer i Levanten, var dessutom intresserad av att bevara Assyrien som en buffertstat mellan sitt tilltänkta egyptiska imperium och det nykomna, helt klart mäktiga, babyloniska imperiet som för tillfället höll på att bildas i Sumer. Han oroade sig även för det mediska riket som på senare tid vuxit till att bli ett mäktigt imperium i öst. Psamtik I gick därmed med på en allians med assyrierna och begav sig med en armé för att hjälpa dem. I oktober 616 f.Kr. inleddes ett enat egyptiskt/assyriskt anfall mot staden Gablinu som erövrats av Babylon men anfallet misslyckades. Den egyptiska armén höll sig därefter väst om Eufrat vilket innebar att de endast kunde vara till begränsad hjälp för assyrierna. Mot slutet av 616 f.Kr. besegrades dessutom Assyrien av Babylonien vid Arrapha vilket resulterade i att de tvingades dra sig tillbaka bortom Nedre Zap. I maj 615 f.Kr. gjorde babylonierna ett misslyckat försök att inta Assur vilket resulterade i att de tvingades dra sig tillbaka till Tikrit. Assyrierna gjorde i sin tur ett misslyckat anfall mot Tikrit och ett stillestånd uppstod mellan de två sidorna.

### Medien ger sig in i kriget
I oktober eller november 615 f.Kr. beslutade medierna under kung Kyaxares sig för invadera det helt klart försvagade Assyrien. De erövrade Arrapha och under samma år besegrade de även Sinsharishkun i slaget vid Tarbisu. 614 f.Kr. hade de mediska arméerna nått fram till Assur som de plundrade och en stor del av civilbefolkningen i staden dräptes. Nabopolassar nådde fram till Assur med sin armé först efter att plundringen påbörjats och utanför staden slöt han och Kyaxares en officiell antiassyrisk allians. Alliansen befästes med att Nabopolassars son Nebuchadnezzar gifte sig med en medisk prinsessa. Strax efter detta gjorde Sinsharishkun sin sista offensiv när han begav sig för att rädda staden Rahilu som belägrades av Babylon. Nabopolassar fick dock reda på att den assyriska armén var på väg och hann därmed dra sig tillbaka från staden, Sinsharishkun's sista offensiv rann därmed ut i sanden. 612 f.Kr. enades de babyloniska och de mediska trupperna i ett anfall mot Assyriens huvudstad Nineveh som intogs efter en lång och brutal belägring. Sinsharishkun tros ha varit i staden och exakt vad som hände med honom är okänt, han antas ha stupat i striderna.
Då Assurs fall 614 f.Kr. gjort den traditionella assyriska kröningen ogenomförbar valde Sinsharishkuns efterträdare Ashur-uballit II att låta sig krönas i Harran, som han även gjorde till Assyriens huvudstad. Babylonierna verkar ha sett honom som Assyriens nya konung men hans egna undersåtar verkar ha varit av en annan uppfattning och hans titel förblev "mar šarri"  vilket var titeln för kronprins och direkt översatt betydde "Son till kungen". Detta behöver dock inte betyda att hans anspråk på tronen var ifrågasatt utan kan snarare handla om att han inte genomgått den officiella kröningsceremonin. Ashur-uballit II:s mål var att återerövra det assyriska kärnlandet, något som såg ut att vara möjligt då Egypten, nu under farao Necho II, fortfarande var starkt och Assyrien hade dessutom slutit en ny allians med manneérna. Ashur-uballit II inledde dock aldrig sin kampanj mot det assyriska kärnlandet och 610 f.Kr. hade Nabopolassar och Kyaxares säkrat Assyrien nog för att kunna inleda en sista gemensam kampanj mot Harran. Kampanjen inleddes i november 610 f.Kr. När Ashur-uballit II fick reda på att fienden närmade sig flydde han ut i den syriska öknen tillsammans med en grupp egyptiska soldater. Harran belägrades från vintern 610 f.Kr. till början av 609 f.Kr. innan staden slutligen kapitulerade. I juni eller juli 609 f.Kr. återvände Ashur-uballit II till Harran med Necho II och en egyptisk armé och staden belägrades i cirka två månader innan Nabopolassar anlände med en babylonisk styrka och drev iväg dem. Ashur-uballit II:s misslyckade belägring av Harran anses av många utgöra det officiella slutet för Assyrien som rike även om vissa historiker anser att riket levde vidare till efter slaget vid Karkemish (605 f.Kr) då den sista assyriska armén besegrades. 

## Efterspel
Vad som hände med Ashur-uballit II är okänt och belägringen under sommaren 609 f.Kr. är sista gången som han och Assyrien i sin helhet nämns i samtida babyloniska källor. Nabopolassar fortsatte under 608 f.Kr. och 607 f.Kr. att rensa upp kvarvarande assyriska fästen i Assyrien och det är möjligt att Ashur-uballit II fortfarande var i livet under denna period. Något som tyder på det är att Egypten 608 f.Kr. under Necho II verkar ha utfört någon form av räddningsaktion i forna Assyrien i hopp om att vända kriget, dock nämns inga stora slag mellan Egypten, Babylonien, Medien och Assyrien under 608 f.Kr. Inte heller Ashur-uballit II omnämns, det är möjligt att han avled tidigare det året. Efter 608 f.Kr. nämns inte Egypten längre som assyriska allierade i babyloniska källor men de skulle fortsätta vara aktiva i kriget mot Babylonien fram tills 605 f.Kr. när de slutligen besegrades i slaget vid Karkemish. Efter kriget erövrade Babylonien en stor del av det forna assyriska riket och vid Levanten skulle de under en lång tid framöver ligga i ständiga gränskonflikter med egypterna. Medien behöll Assyriens norra delar och skulle även komma att erövra Urartu innan de sedan begav sig in i det anatoliska höglandet. 